# Jefri Bolkiah
Jefri Bolkiah (Brunei Town, 6 novembre 1954) è un principe e politico bruneiano. Fu ministro delle finanze del suo paese dal 1986 al 1998. Ricoprì anche l'ufficio di presidente dell'Agenzia per gli investimenti del Brunei (BIA) che investe gran parte della ricchezza del paese ed è responsabile degli investimenti all'estero. È fratello del Sultano Hassanal Bolkiah e suo figlio Faiq è un calciatore.
Sulla scia della crisi finanziaria asiatica del 1997, il sultano fece controllare i libri contabili della BIA da organi esterni e in seguito il governo del Brunei accusò il principe Jefri di aver sottratto 14,8 miliardi di dollari. Egli negò le accuse ma nel 2000 accettò di consegnare al governo le sue proprietà personali, in cambio dell'immunità penale e dell'autorizzazione a mantenere una residenza personale nel sultanato.
Dopo numerose controversie legali e appelli, nel 2007 il Consiglio privato britannico stabilì che questo accordo era esecutivo. Le sue diverse dispute legali con lo stato bruneiano sono diventate il caso legale più costoso della storia legale britannica. Il principe Jefri è noto per il suo stile di vita stravagante. Le sue partecipazioni personali includevano una vasta collezione d'arte, il gioielliere britannico Asprey, il New York Palace Hotel, l'Hotel Bel-Air a Los Angeles e il Plaza Athénée a Parigi. Ha tre mogli, è divorziato da altre tre e ha diciotto figli.

## Biografia
Il principe Jefri Bolkiah nacque all'Istana Dar ul-Hana, Kampong Tumasek, Brunei Town, il 6 novembre 1954. È figlio di Omar Ali Saifuddien III, il 28º sultano del Brunei, e della sua seconda moglie, Suri Seri Begawan Raja Isteri Pengiran Anak Damit. È fratello del sultano Hassanal Bolkiah. Venne educato al Victoria Institution di Kuala Lumpur. Fu ministro della cultura, dei giovani e dello sport dal 1984 al 1986 e ministro delle finanze e presidente dell'Agenzia per gli investimenti del Brunei dal 1986 al 1997.

### Problemi legali con il Brunei
Il principe Jefri ebbe una serie di problemi legali con lo stato del Brunei che diedero origine alla battaglia legale più costosa del mondo. Il Brunei è uno stato ricco di gas e petrolio governato da una monarchia assoluta. Il sultano ha il controllo su ogni aspetto della vita nel paese. Suo fratello era, un tempo, l'uomo più ricco del mondo. Jefri, come ministro delle finanze del sultanato, era responsabile della gestione delle entrate derivanti dalla produzione di petrolio e gas attraverso l'ente statale denominato Agenzia per gli investimenti del Brunei, di cui era presidente.
Il principe Jefri possedeva anche una rete di società di investimento denominata Amadeo gestita da suo figlio Hakim, che venne utilizzata per acquistare la società di beni di lusso Asprey, costruire un parco di divertimenti e realizzare altri progetti in Brunei. Nel luglio del 1998 il gruppo Amadeo collassò sotto il peso di un debito di 10 miliardi di dollari. Tra il 1983 e la metà del 1998 circa 40 miliardi di dollari statunitensi di quelli che venivano chiamati "trasferimenti speciali" venivano ricavati dai conti dell'Agenzia per gli investimenti del Brunei.
Venne avviata un'indagine indipendente sulle circostanze di questi trasferimenti speciali. Si arrivò a scoprire che 14,8 miliardi di dollari erano finiti sui conti del principe Jefri, 8 miliardi di dollari sui conti del sultano e 3,8 miliardi di dollari su conti governativi; la destinazione, lo scopo e i destinatari dei trasferimenti rimanenti non vennero stabiliti. A causa della natura segreta dell'amministrazione statale e della confusione su dove iniziassero e finissero le finanze della famiglia reale e le finanze dello Stato, stabilire il vero corso degli eventi fu molto difficile.
Il principe Jefri fu accusato di appropriazione indebita di fondi statali per pagare i propri investimenti personali, acquistati attraverso l'Agenzia per gli investimenti del Brunei e la sua azienda Amedeo. Venne così rimosso dai suoi uffici di governo.
Nel febbraio del 2000, il governo bruneiano tentò di ottenere un ordine di congelamento delle attività all'estero del principe Jefri. Il principe contestò il provvedimento a New York. A seguito di lunghi negoziati, nel maggio del 2000 il principe firmò un accordo transattivo, i cui termini non furono mai resi pubblici. Tuttavia, il principe affermò che il sultano gli aveva assicurato che poteva mantenere determinate proprietà per mantenere il suo stile di vita, cosa che l'Agenzia per gli investimenti del Brunei negò.
In conformità con l'accordo di transazione firmato nel 2000, il principe iniziò a restituire i suoi beni allo Stato. Tra essi vi erano più di 500 proprietà, sia in Brunei che all'estero, oltre 2000 auto, 100 dipinti, cinque barche e nove aerei. Nel 2001, diecimila lotti dei beni del principe Jefri furono messi all'asta.
Tuttavia, l'Agenzia per gli investimenti del Brunei affermò che il principe non aveva rispettato l'accordo non rendendo noti tutti i suoi conti e negando il prelievo di denaro dai conti congelati e riavviò i procedimenti giudiziari per ottenere il pieno controllo delle attività del principe. Dopo una serie di ricorsi, questo finalmente raggiunse il Consiglio privato di Londra, che può fungere da più alta corte d'appello del Brunei grazie allo status di ex protettorato di cui gode il peese.
Il Consiglio privato respinse le motivazioni del principe Jefri, descrivendo la sua tesi secondo la quale l'accordo gli consentiva di conservare un certo numero di proprietà come "semplicemente incredibili" e decise a favore del governo e dell'Agenzia; di conseguenza l'appello del principe fu respinto e gli fu ordinato di restituire il resto dei suoi beni al Brunei.
La decisione del Consiglio privato non pose fine al contenzioso tra il principe e l'Agenzia. Quest'ultima riaprì il procedimento in Malaysia e nelle Isole Cayman e riuscì a ottenere il controllo anche dell'Hotel Bel-Air di Los Angeles e del New York Palace Hotel di Manhattan.
L'Agenzia riaprì il contenzioso collaterale presso l'Alta corte britannica. Dopo la vittoria nel Consiglio privato, l'Agenzia chiese alla corte di stabilire se il principe Jefri dovesse essere considerato colpevole di oltraggio alla corte per presunti errori nella compilazione della lista delle sue attività finanziarie. Il procedimento per oltraggio doveva iniziare con un'udienza nel giugno del 2008. Il principe non vi partecipò in quanto era a Parigi. Il giudice Peter Smith non decise sulla colpevolezza del principe Jefri ma emise un mandato per il suo arresto. A novembre del 2010, il mandato sembrava essere ancora in vigore, il che significa che il principe sarebbe stato arrestato qualora fosse entrato nel Regno Unito.
Nell'ottobre del 2009 venne diffusa la notizia che il principe Jefri era stato autorizzato a tornare in Brunei.

### Altre questioni legali
Nel 1997 Shannon Marketic, ex Miss USA, accusò, tra gli altri, il principe Jefri e il sultano di aver portato lei e molte altre donne in Brunei con false promesse, di averle confinate in un harem e di essere stata abusata dai membri della corte reale. Il caso fu sollevato in un tribunale americano, ma successivamente ritirato, perché Jefri era ritenuto in possesso di immunità diplomatica.
Nel febbraio del 1998, il principe Jefri fu citato in giudizio dai suoi ex soci in affari Bob e Rafi Manoukian per 80 milioni di sterline per due affari immobiliari che sostengono che il principe abbia rinnegato; i Manoukian affermarono che era accompagnato da prostitute di tutto il mondo e che conduceva uno stile di vita selvaggiamente stravagante. Il principe contestò queste affermazioni.
Nel 2006, il principe avviò un procedimento legale contro i suoi ex consiglieri, l'avvocato Thomas Derbyshire e sua moglie Faith Zaman, sia nel Regno Unito che negli Stati Uniti d'America, accusandoli di avergli sottratto dei fondi. La coppia lavorava per lui dal 2004, aveva ottenuto l'autorità su un certo numero di società del principe e venne accusata di utilizzare i proventi delle vendite di proprietà a proprio vantaggio e di addebitare le spese personali alle carte di credito aziendali. Tuttavia, sostennero che il denaro non era stato sottratto, che tutti gli acquisti contestati erano destinati all'uso del principe e della sua famiglia e presentarono una domanda di risarcimento per 12 milioni di dollari che sostenevano fossero dovuti. Si stima che il caso sia costato 60 milioni di dollari al Brunei per le controversie, nonostante il valore della causa fosse stato di 7 milioni di dollari e che il principe Jefri sia un testimone chiave dello Stato del Brunei, che lo ha ripetutamente portato in tribunale contestando la sua conformità agli ordini del tribunale e mettendo in discussione la sua veridicità.
Nel novembre del 2010 trapelarono le immagini delle statue che il principe aveva fatto fare e che ritraevano lui e della sua fidanzata, Micha Raines, mentre facevano sesso. Vari dettagli, come le precedenti accuse dell'Agenzia alla credibilità del principe Jefri, la ricchezza del principe Jefri, del sultano e dello stato del Brunei, l'avere diverse mogli, le immagini delle statue e il mandato di arresto britannico del principe furono banditi dall'essere menzionato in aula in quanto il giudice Ira Gammerman dichiarò che erano irrilevanti per il caso. Dopo quasi sei settimane di processo, la giuria emise un verdetto unanime contro il principe su tutte le accuse tranne una. Al principe e al New York Palace Hotel fu ordinato di pagare in totale 21 milioni di dollari ai Derbyshires. Il Brunei dichiarò che intendeva presentare appello.
Il consulente legale e portavoce del principe è David Sandy, partner di Simmons & Simmons.

## Vita privata
Si sposò sei volte. Tre di queste unioni terminarono con un divorzio. Ha ancora tre mogli. Ha diciotto figli. Affrontò una serie di accuse, comprese azioni legali delle donne presumibilmente coinvolte, di avere pagato delle donne per avere rapporti sessuali con lui. Si dice che abbia tenuto un harem con fino a quaranta donne per diversi anni. Tra esse vi era la scrittrice Jillian Lauren, che sulle sue esperienze scrisse il libro Some Girls: My Life in a Harem. Jillian affermò che al principe piaceva essere chiamato "Robin" dalle donne dell'harem e che questo nome che era anche la targa di una delle sue Bentley Continental R.
I suoi beni costosi includevano un Boeing 747 privato, una grande collezione d'arte che comprende opere di Édouard Manet, Pierre-Auguste Renoir e almeno ventuno opere di Edgar Degas, una collezione di 2000 auto di lusso tra cui una straordinaria Aston Martin appositamente commissionata, un certo numero di proprietà tra cui l'Hotel Plaza Athénée a Parigi e l'Hotel Bel-Air a Los Angeles, il New York Palace Hotel a Manhattan e altri alloggi a Parigi, Las Vegas e St John's Lodge a Regent's Park a Londra, aziende come il produttore di beni di lusso Asprey e uno yacht chiamato Tits (realizzato dopo gare d'appalto denominate Nipple 1 e Nipple 2). Le sue attività vennero stimate in 1,5 miliardi di dollari. Negli anni 2000, a causa dei suoi problemi legali fu costretto a vendere molti dei suoi beni e venne esiliato dal Brunei. A settembre del 2009 sembra che gli sia stato permesso di tornare in patria e fu visto in pubblico con la famiglia reale.

## Ascendenza
|                            |                          |                                                         | Genitori                                  |  |  | Nonni |  |  | Bisnonni                      |  |  | Trisnonni              |  |
|                            |                          |                                                         |                                           |  |  |       |  |  | Hashim Jalilul Alam Aqamaddin |  |  | Omar Ali Saifuddien II |  |
|                            |                          |                                                         |                                           |  |  |       |  |  | Hashim Jalilul Alam Aqamaddin |  |  | Omar Ali Saifuddien II |  |
|                            |                          | Zaida binti Pengarah Digadong Tuan Laman Awang Sulaiman |                                           |  |  |       |  |  | Hashim Jalilul Alam Aqamaddin |  |  |                        |  |
| Muhammad Jamalul Alam II   |                          |                                                         |                                           |  |  |       |  |  | Hashim Jalilul Alam Aqamaddin |  |  |                        |  |
|                            |                          | Pengiran Siti Fatima                                    | Pengiran Anak Saiful Rijal *              |  |  |       |  |  |                               |  |  |                        |  |
|                            |                          | Pengiran Siti Fatima                                    | Pengiran Anak Saiful Rijal *              |  |  |       |  |  |                               |  |  |                        |  |
|                            |                          | Pengiran Siti Fatima                                    | Pian Jamaliah *                           |  |  |       |  |  |                               |  |  |                        |  |
| Omar Ali Saifuddien III    |                          | Pengiran Siti Fatima                                    |                                           |  |  |       |  |  |                               |  |  |                        |  |
|                            |                          | Pengiran Anak Saiful Rijal                              | Pengiran Anak Muhammad Yusuf              |  |  |       |  |  |                               |  |  |                        |  |
|                            |                          | Pengiran Anak Saiful Rijal                              | Pengiran Anak Muhammad Yusuf              |  |  |       |  |  |                               |  |  |                        |  |
|                            |                          | Pengiran Anak Saiful Rijal                              | Pengiran Anak Sarbanum                    |  |  |       |  |  |                               |  |  |                        |  |
| Pengiran Anak Fatima       |                          | Pengiran Anak Saiful Rijal                              |                                           |  |  |       |  |  |                               |  |  |                        |  |
|                            |                          | Pian Jamaliah                                           | …                                         |  |  |       |  |  |                               |  |  |                        |  |
|                            |                          | Pian Jamaliah                                           | …                                         |  |  |       |  |  |                               |  |  |                        |  |
|                            |                          | Pian Jamaliah                                           | …                                         |  |  |       |  |  |                               |  |  |                        |  |
| Jefri Bolkiah              |                          | Pian Jamaliah                                           |                                           |  |  |       |  |  |                               |  |  |                        |  |
|                            | Pengiran Muda Besar Omar | Hashim Jalilul Alam Aqamaddin *                         |                                           |  |  |       |  |  |                               |  |  |                        |  |
|                            | Pengiran Muda Besar Omar | Hashim Jalilul Alam Aqamaddin *                         |                                           |  |  |       |  |  |                               |  |  |                        |  |
|                            | Pengiran Muda Besar Omar | Pengiran Anak Chandra Kesuma                            |                                           |  |  |       |  |  |                               |  |  |                        |  |
| Pengiran Anak Abdul Rahman | Pengiran Muda Besar Omar |                                                         |                                           |  |  |       |  |  |                               |  |  |                        |  |
|                            |                          | Pengiran Anak Siti Khadija                              | Pengiran Muda Besar Muhammad Jamalul Alam |  |  |       |  |  |                               |  |  |                        |  |
|                            |                          | Pengiran Anak Siti Khadija                              | Pengiran Muda Besar Muhammad Jamalul Alam |  |  |       |  |  |                               |  |  |                        |  |
|                            |                          | Pengiran Anak Siti Khadija                              | Pengiran Anak Saleha                      |  |  |       |  |  |                               |  |  |                        |  |
| Pengiran Anak Damit        |                          | Pengiran Anak Siti Khadija                              |                                           |  |  |       |  |  |                               |  |  |                        |  |
|                            |                          | Radin Haji Hassan                                       | Radin Haji Muhammad Daud                  |  |  |       |  |  |                               |  |  |                        |  |
|                            |                          | Radin Haji Hassan                                       | Radin Haji Muhammad Daud                  |  |  |       |  |  |                               |  |  |                        |  |
|                            |                          | Radin Haji Hassan                                       | Hajah Saleha                              |  |  |       |  |  |                               |  |  |                        |  |
| Pengiran Fatima            |                          | Radin Haji Hassan                                       |                                           |  |  |       |  |  |                               |  |  |                        |  |
|                            |                          | Hajah Zainab                                            | Radin Haji Abdul Rahman                   |  |  |       |  |  |                               |  |  |                        |  |
|                            |                          | Hajah Zainab                                            | Radin Haji Abdul Rahman                   |  |  |       |  |  |                               |  |  |                        |  |
|                            |                          | Hajah Zainab                                            | Dayang Siti Amina Mekah                   |  |  |       |  |  |                               |  |  |                        |  |
|                            |                          | Hajah Zainab                                            |                                           |  |  |       |  |  |                               |  |  |                        |  |